# عبد العزيز الأول
عبد العزيز الأول (1830 - 1876) ابن السلطان محمود الثاني. هو خليفة المسلمين الرابع بعد المائة وسلطان العثمانيين الثاني والثلاثين والرابع والعشرين من آل عثمان الذين جمعوا بين الخلافة والسلطنة. استوى على تخت المُلك بعد وفاة شقيقه عبد المجيد الأول في 25 يونيو 1861، ومكث في السلطة خمس عشرة عامًا حتى خلعه وزراؤه وسائر رجال الدولة في آخر مايو 1876  وتوفي بعدها بأربعة أيام وقيل انتحر وقيل أيضًا قد قتل. امتاز عهده بغنى الدولة بالرجال وبكثير من الإصلاحات التي تمت على يد صدريه محمد أمين عالي باشا وفؤاد باشا، الذين كسبا شهرة في التاريخ العثماني، ولم تبدأ مشاكل السلطنة بالتفاقم -والذي توِّج بإعلان إفلاس الدولة عام 1875 - إلا بعد وفاتهما؛ كما أنه السلطان العثماني الوحيد الذي قام بزيارات خارجية سياسية إلى مصر وإلى كلٍ من ألمانيا وفرنسا وبريطانيا، ولم يشهد عهده أي حروب خارجية للدولة.
بعد خلعه افتتح عبد العزيز قائمة سلاطين مخلوعين، فجميع خلفائه: مراد الخامس وعبد الحميد الثاني ومحمد السادس وعبد المجيد الثاني لم يبرحوا في العرش حتى وفاتهم بل تنازلوا طوعًا أو كرهًا (ماعدا محمد الخامس)، وقد قيل أن الدولة العثمانية كانت تسير نحو نهايتها حتى عهد عبد العزيز بسرعة عربة يجرها حصانان، وبعد عبد العزيز بسرعة قطار بخاري.

## النشأة وتوليه الحكم
ولد عبد العزيز في 9 فبراير 1830 وقيل 18 فبراير  ابنًا ثانيًا للسلطان محمود الثاني والسلطانة برتونيال؛ بعد وفاة والده محمود الثاني أصبح شقيقه الأكبر عبد المجيد سلطانًا في السابعة عشر من عمره، حينها كان عبد العزيز لم يتجاوز العاشرة. تزوج للمرة الأولى عام 1856 من الجورجية دورونيف قادين وأنجب منها ثلاثة أولاد على رأسهم يوسف عز الدين ولي عهد الدولة العثمانية خلال حكم محمد الخامس؛ وبعد توليه شؤون السلطنة تزوج للمرة الثانية في ديسمبر 1861 من آيداديل قادين ولم ينجب منها سوى طفل واحد؛ وبعد زواجه الثاني بخمس سنوات تزوج عام 1866 السلطانة حيرانة وأنجب منها طفلان وفي عام 1868 تزوج للمرة الرابعة السلطانة نسرين وأنجب منها ثلاثة أطفال، ثم في يوليو 1872 تزوج للمرة الخامسة من نيفين قادين أفندي وأنجب منها طفلًا واحدًا أيضًا، وأخيرًا تزوج السلطانة صافيناز وأنجب منها ثلاثة أطفال، وقد تزوجت صافيناز بعد وفاته السلطان عبد الحميد الثاني، وساق لها المؤرخون دورًا في سياسة الدولة خلال عهديهما.
في 7 يونيو 1861 توجه في الموكب الملكي إلى ضريح أبو أيوب الأنصاري، وهناك تقلد السيف السلطاني وفق العادة المتوارثة مذ أن فتح العثمانيون القسطنطينية، ومنه سار لزيارة قبر السلطان محمد الثاني فاتح إسطنبول ثم قبر والده السلطان محمود الثاني، وكانت أولى فرماناته بإقرار الصدر الأعظم محمد أمين عالي باشا في مكانه، ثم استحدث وسامًا خاصًا أسماه «الوسام العثماني» يمنح لمن قدّم خدمات جليلة للدولة، وقدم وسامه في المرتبة على الوسام المجيدي الذي استحدثه أخوه.

## الثورات والقلاقل الأمنية
على عكس سلفيه محمود الثاني وعبد المجيد الأول وخلفيه مراد الخامس وعبد الحميد الثاني، لم تشهد الدولة العثمانية خلال عهد السلطان عبد العزيز حروبًا خارجية، ولعلّ معاهدة باريس المبرمة عام 1856 ضبطت إيقاع السياسة الخارجية لأوروبا وجنبتها حروبًا جديدة. كذلك فلم تشهد سلطنته فقدانًا لأراضي الدولة وتقلصًا في مساحتها، كما حصل في سائر عهود عصر انحلال الدولة، بل استطاع عبد العزيز الحفاظ على أملاك دولته، أما المناطق التي شهدت ثورات، فقد استطاعت الدولة العثمانية التعامل معها بالحزم والسياسة بحيث لم تؤد لفقدان أملاك وأراض.

### ثورة الجبل الأسود
منذ أن فتح العثمانيون الجبل الأسود الذي يقع إلى الشمال من ألبانيا لم يتمكنوا من فرض سيطرتهم سوى على المدن الكبرى فيه أما الجبال والقرى المحيطة ظلت شبه مستقلة وذات إدارة محلية بسبب وعورة المسالك وصعوبة المفارز، وكان الجبل قد أعلن عام 1853 ثورة ضد الباب العالي تمكن القائد العثماني عمر باشا من سحقها، وفي أعقاب حرب القرم ومؤتمر باريس لعام 1856 طالب حاكم الجبل المحلي الأمير دانييل الاعتراف باستقلال الجبل فلم يلق ذلك قبولاً لدى الدول الأوروبية التي نصحته بعقد سلام مع الدولة العثمانية والاعتراف بسيادتها مقابل منحه رتبة مشير مع مبلغ سنوي من المال وتوسيع حدود دولته لتشمل أجزاءً من الهرسك أيضًا، فقبل الأمير بعرض أوروبا. في عام 1860 توفي الأمير دانييل وآل الحكم لابن أخيه الأمير نيكولا الذي شجع حركات ثورية ضد الباب العالي في الهرسك وكذلك في الجبل الأسود وأخذ يجمع جيوشًا لإعلان التمرد، فأغار عمر باشا على أراضي الجبل وحاصرها من ثلاث جهات، ثم دخلت قواته الإمارة واضطر الأمير نيكولا إلى توقيع اتفاق استسلام في 30 أغسطس 1862، التي نصّت على بقاء نيكولا حاكمًا للجبل شرط السماح للعثمانيين بناء ما يحلو لهم من حصون لتأمين وضمان السيادة داخل أراضي الإمارة، لاحقًا سعت الإمبراطورية الروسية وفرنسا لدى الباب العالي للتنازل عن حق بناء الحصون والقلاع داخل أراضي الإمارة، فقبل السلطان عبد العزيز بذلك وأصدر فرمانًا في 2 مارس 1864، انسحب بموجبه الجيش العثماني وهدم القلاع التي كان قد شرع في استحداثها، وأنهى انسحابه في يونيو 1864.

### ثورة الصرب
فتح العثمانيون بلاد الصرب عام 1389 وظلوا يحكمونها حكمًا مباشرًا حتى سنة 1815، ثم أبرم عام 1830 اتفاق يقضي بتحويلها لإمارة مستقلة تحت سيادة الباب العالي، ثم جاءت معاهدة باريس في 30 مارس 1856 بعد حرب القرم لتنظم العلاقة بشكل أكبر، فنصت أنه من حق الدولة العثمانية أن يكون لها في بلاد الصرب ست قلاع بما فيها قلعة بلغراد عاصمة الإمارة، وفي أعقاب اندلاع ثورة الجبل الأسود حشد العثمانيون جيشًا شعبيًا غير مدرب تدريبًا جيدًا، بهدف ضبط الأمن في صربيا؛ ولكونه جيشًا غير مدرب فقد وقعت عدة مشاجرات بين أهالي الصرب و«الجيش الشعبي» تحولت إلى مواجهات دامية، بلغت ذروتها بعد مقتل جندي عثماني في 10 يونيو 1862، وما تبعه من قصف لبلغراد بالمدفعية لمدة أربع ساعات متواليات. تدخل قناصل الدول لإيقاف القصف، ثم وبنتيجة المشاورات اللاحقة بين القناصل والسلطان عبد العزيز، قبل السلطان عبد العزيز بتخفيض عدد القلاع من ستة إلى أربعة مع احتفاظه بقلعة بلغراد، وتعهد أيضًا بعدم السماح للقواد العثمانيين بالتدخل في الشؤون الداخلية للإدارة مطلقًا وأصدر فرمانًا بذلك في 6 سبتمبر 1862. غير أن اندلاع ثورة كريت وأحوال خزينة الدولة الناضبة مع ضغوط الدول الأوروبية، انتهت في مارس 1867 بقبول السلطان عبد العزيز لاتفاق جديد يقضي بتخلي الدولة عن القلاع الأربعة في بلاد الصرب وانجلاء كافة القوات العثمانية عنها، وبذلك لم يبقَ سوى لقب «ملك» على أمير الصرب، يفصلها عن الاستقلال الكامل في أعقاب هذا الفرمان.

### ثورة كريت
ثورة جزيرة كريت اندلعت أواخر 1866 لرغبة أهالي الجزيرة وهم في الغالب من اليونان الأرثوذكس الانضمام إلى مملكة اليونان، وقد حاولت المملكة المذكورة دعم الثائرين، إلا أن هذا الدعم ظل محدودًا في إطار تقاعس الدول الأوروبية عن الموافقة على سلخ الجزيرة من أملاك الدولة العثمانية. أرسل السلطان موفدًا شخصيًا إلى سكان الجزيرة اسمه كريدلي محمد باشا إلا أنه فشل في مهمة تقريب وجهات النظر بين الدولة والثوار، وفي أعقاب استقالة محمد رشدي باشا من الصدارة العظمى وإسنادها إلى محمد أمين عالي باشا في 11 فبراير 1867، أنهت الدولة مهام كريدلي باشا وأرسلت عوضًا عنه جيشًا كبيرًا بقيادة عمر باشا، الذي سطع نجمه في حرب القرم، كما أرسل الخديوي إسماعيل بناءً على طلب السلطان عبد العزيز جيشًا ليساعد في قمع التمرد، فقمع الجيشان المحتجين وأخمدا ثورتهم.

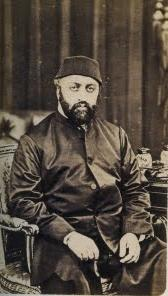
عبد العزيز الأول أثناء رحلة سفر إلى أوروبا عام 1867

بعد الحسم العسكري، أرسل السلطان صدره الأعظم عالي باشا شخصيًا كمندوب سياسي عنه في 14 أكتوبر 1867، وسعى إلى تهدئة خاطر الأعيان بمنحهم رتبًا ونياشين، وبعد أن استتب الأمن أوائل عام 1868 قفل عائدًا إلى إسطنبول. وبنتيجة هذه الثورة انعقد في عام 1869 مؤتمر خاص في باريس للدول الموقعة على اتفاق العام 1856 للتباحث بوضع الجزيرة، وبنتيجة المؤتمر أصدر السلطان في 19 سبتمبر 1869، فرمانًا يقضي بمنح الجزيرة امتيازات تجارية وإعفاءً من الضرائب لمدة سنتين، وإعفاءً من الخدمة العسكرية.

### حادثة سالونيك
في 5 مايو 1876 وصلت إلى سالونيك فتاة بلغارية اعتنقت الدين الإسلامي، فلما بلغ الأمر مسيحيي المدينة قبضوا عليها وحاول بعض المسلمين استراجعها ففشلوا، وتحول الأمر إلى فوضى طائفية، اغتيل خلالها قنصلا فرنسا وألمانيا. غضبت أوروبا لمقتل قنصليها ورست سفن الأسطول الفرنسي قبالة سالونيك، وأمن الجند الألمان موكب جنازة حافل للقنصلين، ثم عقد وزراء خارجية روسيا والنمسا وألمانيا اجتماعًا في برلين وأصدروا بيانًا صدقت عليه فرنسا وإيطاليا، طالب خلاله المجتمعون بتعيين مجلس دولي لمراقبة تنفيذ فرمان سلطاني كان عبد العزيز قد أصدره في 12 ديسمبر 1875، ينصّ إلى إصلاح أحوال مسيحيي الدولة، وطالب البيان أيضًا باستكمال تنفيذ الفرمان خلال مدة لا تتجاوز الشهرين، وإلا فإن الدول التي أصدرت البيان ستضطر لاستعمال القوة بهدف تنفيذ أحكام الفرمان السلطاني. لم يقبل السلطان بهذا البيان واعتبره مجحفًا بحقوق دولته، ولعلمه أيضًا بوجود خلافات بين دول أوروبا حول الحرب وعدم تصديق إنكلترا على البيان، كما أنه قام بإعدام عدد من المسلمين بعد محاكمتهم بتهمة القتل العمد.

### احتجاجات طلاب المعاهد الشرعية في الآستانة
في أواخر أبريل 1876 خرجت مظاهرة حاشدة مؤلفة من طلبة العلوم الدينية ورجال الدين والمشايخ بعد أن تجمعت أمام جامع السلطان محمد الفاتح، وسارت زاحفة نحو مبنى وزارة الحربية ثم نحو الباب العالي نفسه، منادية بإسقاط الصدر الأعظم محمود نديم باشا وشيخ الإسلام حسن فهمي أفندي، وفشل رجال الشرطة في تفريق المتظاهرين لعدم علمهم المسبق بالتظاهرة، كما فشلوا في منعهم من الوصول إلى مبنى الباب العالي حيث يقيم السلطان شخصيًا. أما محمود نديم باشا وحسن فهمي أفندي فقد تورايا عن الأنظار ثم غادرا إسطنبول خوفًا من الشعب الهائج. قرر المتظاهرون الاعتصام أمام الباب العالي حتى تحقيق مطالبهم، وفي مساء ذلك اليوم عقد السلطان اجتماعًا شارك فيه والدته مع وزير الخارجية ومحافظ إسطنبول، وقاضي عسكر الروم إيلي واثنين من كبار علماء الشريعة للبحث في قضية المتظاهرين. أشارت والدة السلطان باستعمال القوة ضد المتظاهرين، وبضرورة إغلاق المعاهد الدينية وطرد طلابها خارج المدينة مع رفض قاطع لمطالبهم، غير أن بقية المجتمعين لم يستصوبوا رأيها، واقترحوا على السلطان أخذ الأمور باللين بعد أن شرحوا له الأخطار التي لا بدّ من وقوعها في حال تحولت الحركة إلى ثورة مسلحة في العاصمة، فوافق السلطان وجهة نظرهم، وقال بأنه يرضى بتحقيق مطالب المتظاهرين لمرة واحدة فقط. وأصدر فرمانًا بتعيين خير الله أفندي شيخًا للإسلام، ولم يعين مدحت باشا صدرًا أعظم - كما كان يطالب من يتظاهر - بل أسند الصدارة العظمى إلى محمد رشدي باشا، وقد تفرق الاعتصام في أعقاب ذلك، قبل مرور أربع وعشرين ساعة على بدايته. يذكر أن مدحت باشا كان قد نصح السلطان بالتنازل عن مبلغ خمسة ملايين ليرة عثمانية من ثروته الخاصة لإنفاقها على الإصلاحات الضرورية، والعزوف عن فكرة تولية ابنه يوسف عز الدين ولاية العهد، فلم يرضَ السلطان، وكان ذلك من مقدمات خلعه. وتكتسب هذه الحادثة أهمية خاصة لكونها قد وقعت قبل حادثة الخلع بأربعين يومًا فقط.

## الإصلاحات الداخلية

### مجلة الأحكام العدلية
وصفت مجلة الأحكام العدلية بأنها «أبرز مؤلف قانوني إسلامي في تاريخ الإسلام»، وقد «دللت على ما لفقه الشريعة من مرونة وتقبل للمعاصرة وقابلية للتقنين»، ويمكن تشبيه المجلة بقانون الأحوال الشخصية أو القانون المدني حاليًا. ترأس اللجنة التي وضعت المجلة أحمد جودت باشا والذي استعان بعدد وافر من مشترعي ذلك العصر، وبعد عمل دؤوب دام سبعة أعوام انتهت اللجنة من وضع ستة عشر مجلدًا من القوانين المستنبطة من المذهب الحنفي، وصدرت عام 1867 لتنظيم مختلف أحوال الزواج والطلاق والإرث والبيع وغيرها، وشكلت أساسًا في تشريعات قوانين الأحوال الشخصية للمسلمين في عدد من الدول كسوريا ولبنان والعراق ومصر، كما أنها لا تزال مطبقة حتى اليوم في قطاع غزة.

### توحيد الأفلاق والبغدان
بموجب معاهدة باريس لعام 1856 فإن لكل من الأفلاق والبغدان إمارة وحكومة ومجلس نواب تحت سلطة الدولة العثمانية، وفي عام 1861 توحدت الإمارتين في إمارة واحدة بمآل العرش إلى الأمير جان ألكسندر الأول، وقد اعترف الباب العالي بهذا التوحيد رغم أنه يخالف اتفاق باريس، بحيث يكون لهما حكومة واحدة ومجلس نيابي واحد. ومن الإصلاحيات الهامة التي وقعت خلال سلطنة عبد العزيز فيما يخصّ الأفلاق والبغدان، قرار الأمير جان ألكسندر الأول ومعه الحكومة ومجلس النواب بأن تكون الأوقاف ملكًا للحكومة وتقوم بتمويل الكنائس والأديرة منها، ما أدى إلى معارضة شديدة من بطريركية الآستانة، ومع تفاقم الخلاف عرض السلطان عبد العزيز في 14 سبتمبر 1863 مشروع اتفاق ينصّ على دفع مبلغ 840,000 ليرة ذهبية لبطريركية الآستانة تكون فائدة المبلغ السنوية بمثابة تعويض عما ستخسره من أملاك، وبعد طول مفاوضات بين الأطراف المتنازعة رفع المبلغ إلى 1,500,000 ليرة ذهبية باقتراح من السلطان، ثم أصدر فرمانًا يجيز به تصرفات حكومة الأفلاق والبغدان في 16 ديسمبر 1863، وكذلك مجلس النواب الروماني، وبذلك استقلت الكنيسة في رومانيا استقلالاً إداريًا وماليًا، وقد أرسى الأمير سلسلة إصلاحات أخرى بيد أنه لم يستشر مجلس النواب في سن القوانين واستحداث الضرائب، فضغط الشعب عليه للاستقالة فقدمها عام 1866، وانتخب الأهالي شارل دي هوهنزولرن من بروسيا أميرًا للبلاد فصدّق السلطان على الانتخاب.

### فرمان الخديوية المصرية

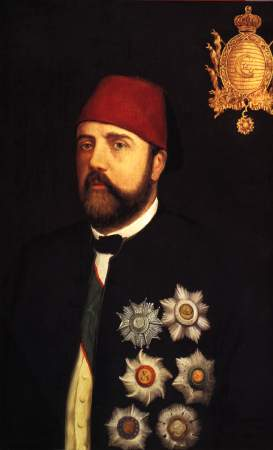
الخديوي إسماعيل، أول خديوي لمصر.

كانت الدولة العثمانية قد اعترفت عام 1840 بمحمد علي واليًا على مصر وبأن تكون ولاية مصر محصورة بورثته، فرمان السلطان العثماني عبد المجيد الأول كان بضغط من دول الحلفاء إذ كان الباب العالي حينها يميل لخلع محمد علي من ولاية مصر برمتها ولذلك فإن فرمان منح مصر لمحمد علي وورثته جاء مقيدًا لتصرفاته من نواحي كثيرة كالجيش وعقد المعاهدات والإدارة المالية وغيرها. وبنتيجة العلاقة المميزة بين السلطان عبد العزيز وإسماعيل باشا مذ أن زار إسطنبول بعيد توليته عام 1861، صدر خلال عهد السلطان عبد العزيز ثلاثة فرمانات متعلقة بمصر الأول أولها عام 1866 حصرت خلالها وراثة البلاد بأكبر أولاد إسماعيل باشا، والثاني في 7 يوليو 1867 منح بها حاكم مصر لقب «خديوي» المشتق من اللغة الفارسية بمعنى «أمير» إلا أنه لم يستعمل في الدولة العثمانية إلا لحاكم مصر كدلالة على رفعة موقعه، وأخيرًا صدر فرمان شامل في 10 يونيو 1873، نظم مختلف نواحي الامتيازات، فأعاد التأكيد أن أكبر أولاد خديوي مصر هو من يرث العرش، فإن لم يوجد فأكبر إخوته الذكور ثم أكبر أولاد إخوته، ليعاد حصر المنصب من جديد بأكبر أولاد الخديوي الجديد. وأعلن في الفرمان ذاته عن إمكانية تعيين مجلس وصاية أو وصي على الخديوي إن كان قاصرًا، وحدد سن البلوغ بثمانية عشر سنة هجرية؛ كذلك فقد مُنحت مصر حكم سواكن ومصوع على البحر الأحمر، ومنحت حكومتها حق إصدار القوانين واللوائح التنفيذية لها حسب حاجة البلاد، وكذلك صلاحية سن الضرائب وتحديد الرسوم الجمركية واحتكار بعض أوجه التجارة وعقد المعاهدات الداخلية والخارجية، وسائر أوجه المعاملات المالية. ومقابل ذلك، نصّ الفرمان أن الدولة العثمانية تحصل سنويًا على 150,000 كيس ليرات ذهبية، وفي عام 1875 منحت مصر أيضًا حكم زيلو.
وحين أراد الخديوي إسماعيل إبرام اتفاق شق قناة السويس بشروط مجحفة بحق المصريين - من ناحية أجور العمال وسيطرة الشركة على أراضي أطراف القناة وترعة مياه عذبة تشق من نهر النيل إلى القناة - رفض الباب العالي التصديق على الفرمان، وبعد أخذ ورد، اتفق على قبول مصر والشركة الفرنسية بشروط الباب العالي بشرط أن تدفع الحكومة المصرية 74 مليون فرنك للشركة المتعهدة تعويضًا عن خسائرها بتنفيذ شروط الباب العالي، وذلك بعد وساطة قام بها الإمبراطور نابليون الثالث.

### امتيازات الولاية التونسية
تمتعت تونس على الدوام بنوع من الاستقلال الذاتي بسبب بعدها عن الآستانة عاصمة الدولة، ومنذ أن احتلت فرنسا الجزائر عام 1830، كانت تتوثب الفرصة لاحتلال تونس أيضًا. في سبيل ذلك اقترح الصدر الأعظم محمد أمين عالي باشا على السلطان إصدار فرمان يقنن الحكم الذاتي لتونس، ويضيف عليه امتيازات أخرى بهدف تقوية عرى العلاقة معها وقطعًا للطريق أمام فرنسا، فصدر الفرمان في 24 أكتوبر 1871، ومن أبرز الامتيازات التي تم منحها: حصر ولاية العهد بورثة باي البلاد، والسماح للباي باستحداث المناصب والهيئات المدنية والعسكرية وفضّها وإدارتها كما يراه مناسبًا، وإصدار القوانين والتشريعات في بلاده «طبقًا لقواعد العدل»، واحتفظ السلطان لنفسه بالخطبة والسكة وببقاء الأعلام والسناجق والمراتب الحربية كما هي في سائر أنحاء الدولة، فضلاً عن إلزامية إرسال الجيش التونسي أيام الحرب للمشاركة في الدفاع عن الدولة، ومبلغ مالي يقتطع سنويًا. وعمومًا فإن بعد هذه الامتيازات بعشر سنوات، تحديدًا في مايو 1881 احتلت فرنسا تونس.

### تعديل معاهدة باريس
في 1870 هزمت بروسيا وروسيا وألمانيا فرنسا، وطالبت الإمبراطورية الروسية في أعقاب ذلك تعديل معاهدة باريس التي عقدت في أعقاب حرب القرم بحيث تزال الشروط التي اعتبرت مجحفة في حق روسيا، ولمناسبة ذلك انعقد الحلفاء في ألمانيا يوم 13 مارس 1871 وأقرّوا منع السفن الحربية غير العثمانية من المرور من البوغاز مع وجود استثناء بحيث يمكن للسلطان تقديم رخصة للسفن الحربية في غير أحوال الحرب، كما سمحت التعديلات بملاحة السفن التجارية دون قيود في البحر الأسود ومضائق الدردنيل. وقد صدّق السلطان على أعمال هذا المؤتمر ومقرراته.

### الإصلاحات القانونية
وفيرة هي القوانين الأخرى الإصلاحية التي صدرت بجهود السلطان عبد العزيز ومنذ بداية عهده، فقد أصدر في 4 فبراير 1862 قانون إنشاء البنك السلطاني العثماني، وفي 20 أغسطس نشر مجموعة من القوانين الناظمة للتجارة البحرية بعد أن كانت غير منظمة في السابق، وفي 1 أبريل 1864 أصدر قانون الأحوال الشخصية الخاص بالطائفة اليهودية في الدولة العثمانية، ثم في 8 نوفمبر 1864 أصدر قانون الولايات منح بموجبه مزيدًا من الصلاحيات على قاعدة اللامركزية الإدارية وحاول جاهدًا ضبط الفساد المستشري في أجهزة الحكم المحلية، وفي 16 يونيو 1867 أصدر القانون الناظم لتملك الأجانب للعقارات في الدولة العثمانية، وفي 2 أبريل 1868 أنشأ السلطان مجلس شورى الدولة «شوراي دولت» الذي تميز بطابع شبه دستوري، وشملت اختصاصاته إعداد مشاريع القوانين للدولة وإبداء الرأي للوزارات بالمسائل الخاصة بتطبيق القوانين، كما كان بمثابة محكمة ينظر بالقضايا الإدارية ويُحاكم الموظفين المتهمين بالانحراف. وقد وُصف هذا المجلس بأنه بداية انطلاق لمجلس النواب، إلى جانب استحداث محكمة عثمانية عليا هي الأولى من نوعها. وفي 1 يونيو 1868 أصدر أول قانون ناظم للجنسية العثمانية منذ قيام الدولة؛ وفي 4 أبريل 1869 أصدر قانونًا ناظمًا لعمل المحاكم النظامية، كما أصدر عام 1875 قانونًا بإعادة تنظيم القضاء ونقل المحاكم التجارية إلى اختصاص وزارة العدل. يذكر أنه أراد إلغاء وزارة الأوقاف وأصدر فرمانًا بذلك في 21 فبراير 1871 إلا أنه عاد وألغاه؛ ولعلّ أكبر حزمة قوانين إصلاحية صدرت عام 1874 وشكلت أساسًا للدستور العثماني الذي صدر لاحقًا خلال عهد عبد الحميد الثاني لفترة وجيزة ثم عطل، وقد نصّت قوانين عبد العزيز لعام 1874 على الفصل بين السلطة التنفيذية والقضائية واعتبار أموال جميع العثمانيين وناموسهم وأعراضهم مصونة، والتأكيد على المساواة بين جميع رعايا الدولة. كذلك فقد أنشأ أول سكة حديد في إسطنبول، وأدخل نظام الطوابع البريدية، بالإضافة إلى افتتاح مدرسة ثانوية جديدة عرفت باسم «غلطة سراي» 1868 ضمت مختلف قوميات ومذاهب الدولة العثمانية. أما على الصعيد الحربي فقد اهتمّ عبد العزيز بتحديث الأسطول البحري على وجه الخصوص، وربما يعود السبب في ذلك لما رآه من نظام وانضباط في البحرية البريطانية خلال زيارته بريطانيا، حتى غدا الأسطول العثماني ثالث أكبر أسطول في العالم بعد الإنكليزي والفرنسي. وعلى صعيد الجيش، فقد اشترى أسلحة حديثة من أوروبا، وجدد دار المدفعية المعروفة باسم «الطوبخانة» وأدخل نظامات وتنسيقات عديدة في الجيش.

## ولاية العهد

### علاقته بالأميرين مراد وعبد الحميد

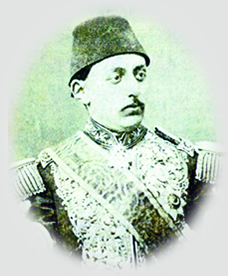
ولي العهد الأمير مراد أفندي.

لم تكن علاقة السلطان عبد العزيز بالأمير مراد ولي عهده جيدة، صحيح أنه لم يقتل أولاد أخيه كما كانت عادة سلاطين آل عثمان الأوائل، بل اعتقلهم في قصر دولمة بهجة فقط، وشدد المراقبة عليهم. وفي زياراته الخارجية اصطحب معه ولي عهده الأمير مراد، الذي ذاع صيته في أوروبا لكونه متعلمًا يجيد الفرنسية والعزف على الآلات الموسيقية، حتى أن نابليون الثالث والإمبراطور غليوم قد احتفوا به أشد احتفاء ما سبب اغتياظ السلطان. وبعد عودته إلى إسطنبول ضاعف التضييق على الأمير مراد وشدد مراقبته ومنعه من التجول خارج القصر سيرًا، وسمح له من حين إلى آخر بالتنزه في مركبة مغلقة لا يراه فيها الناس بشرط أن يستحصل على أمر منه في كل مرة يود الخروج فيها، ثم عمد إلى تخفيض نفقاته فاضطر الأمير للجوء إلى المرابين. وقد كتب لأحد أصدقاءه: «إن الجهل منتشر ويا للأسف بين نسائنا انتشارًا شنيعًا، وربما ترتاب في صحة قولي لو شرحت لك ما يعتيرني من الحزن والانقباض والكره في أثناء وجودي في دائرة الحريم، إن الأوقات التي أقضيها هناك هي عبارة عن عذاب أليم بالنسبة لي وضجر عظيم يكاد يقتل النفس.» على العكس من ذلك فإن علاقة السلطان بعبد الحميد كانت قوية للغاية وربما يعود السبب في ذلك لكون والدة السلطان عبد الحميد توفيت وهو صغير، فاعتنت به وربته والدة السلطان عبد العزيز بروتونيال خانم، ولذلك تمتع عبد الحميد بالحرية وبثقة السلطان، وظل يستقبله في قصره في أكثر الأوقات ويباحثه بمختلف شؤون الدولة.

### محاولة تغيير قواعد ولاية العهد
بحسب التقاليد العثمانية التي لم تمس منذ نشوء الدولة عام 1299، فإن العرش ينتقل إلى أكبر أفراد أسرة آل عثمان الذكور، ومنذ أن أصدر عبد العزيز الفرمان القاضي بتطبيق ولاية العهد بأكبر أولاد الخديوي إسماعيل وخلفاءه في مصر وحتى خلعه، وهو يحاول بدعم من صدره الأعظم محمود نديم باشا تحقيق القاعدة نفسها لتولية ابنه يوسف عز الدين الحكم، إلا أنّ الحركة قد ولدت معارضة قوية في أوساط علماء الدين وأيضًا أسرة آل عثمان، غير أن ما أعاق تطبيقها فعليًا هو الخلافات الروسية - البريطانية حول القضية.
إذ كانت الإمبراطورية الروسية تعضد فكرة ولاية العهد ليوسف عز الدين أما بريطانيا فكانت تود المحافظة على قانون الوراثة كما هو، خصوصًا أن الأمير مراد مدعوم من قبل حركة «الأحرار العثمانيين» المطالبين بالإصلاح. وقد وصل التوتر لدرجة أن أرسلت بريطانيا أسطولها من البحر الأبيض المتوسط نحو الدردنيل بعد أن أشيع في الآستانة أن روسيا على وشك إرسال أربعين ألف جندي روسي من أوديسا لإرغام المعارضين على قبول ولاية العهد ليوسف عز الدين، وكان من بين مقدمات تولية يوسف عز الدين أنه ارتقى حتى رتبة مشير وهو لم يتجاوز العشرين من العمر. ويضع المؤرخون إصرار عبد العزيز على تعديل أصول الوراثة حتى أواخر أيام عهده سببًا رئيسيًا من أسباب خلعه.

## إفلاس الدولة

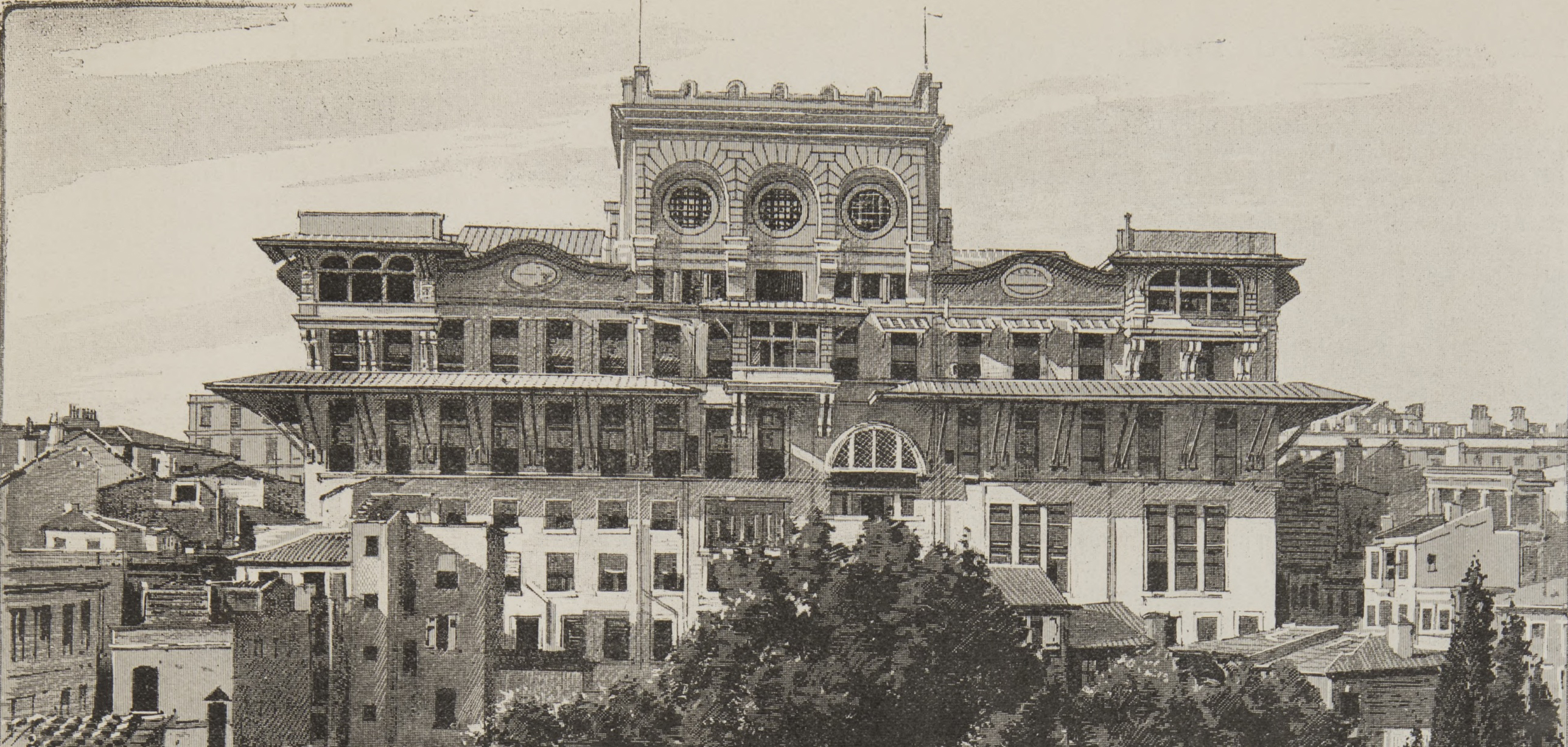
مقر البنك السلطاني العثماني.

مع انخفاض واردات الدولة العثمانية المالية، وتزايد النفقات خاصة النفقات الحربية إبان الحروب مع محمد علي باشا في بلاد الشام، والحرب مع مملكة اليونان وحرب القرم، ومنذ عام 1854 وخلال عهد السلطان عبد المجيد الأول، أخذت الدولة العثمانية تقترض من الخارج، واستمرت في هذه السياسة خلال عهد السلطان عبد العزيز، تزامن ذلك مع انخفاض قيمة النقد العثماني وارتفاع عجز موازنة الدولة، حتى قدرت بخمسة وثلاثين مليون لدى بداية عبد العزيز لحكمه، حتى أخذت الدولة تعمد إلى الاستدانة لدفع أقساط قروضها السنوية.
حاول عبد العزيز إصلاح الوضع باختصار نفقات بلاطه، وألغى نظام الحريم إلا أن الشق كان أوسع من أن يستطيع رتقه. ثم أصدر في 21 يناير 1862 فرمانًا يقضي باستحداث موازنة سنوية للدولة وفق القواعد المحاسبية الحديثة لمقابلة المصروفات بالإيرادات، ثم أصدر فرمانًا آخر في 17 يونيو 1862 يقضي بسحب سندات الديون ودفع 40% من قيمتها، وتوزيع سندات جديدة بقيمة 60% منها، وقد اقترضت الدولة العثمانية ثمانية ملايين جنيه استرليني لإتمام العملية، ثم اقترضت ثمانية ملايين أخرى من البنك العثماني بما يشبه الديون الداخلية لإتمام عملية الدفع. شكلت عملية تخفيض قيمة السندات بنسبة 40% مع اقتصاد السلطان بنفقات القصر ما يكفي من الأموال لسداد الفوائد المرتبة على القروض وبالتالي نجاحًا نسبيًا في حل الأزمة، لكن في ديسمبر 1865 استحقت السندات ولم يكن لدى الخزينة ما يكفي من الأموال لسداد الفوائد المترتبة، وقد حاولت الدولة الاقتراض من الخارج ففشلت، فاقترضت من البنك العثماني مقابل ضمانات الضرائب، وقسطت عملية الدفع كل ثلاثة أشهر وبذلك استقرت مالية الدولة مؤقتًا. غير أن الانتكاسة عادت مع استمرار الاقتراض، فمنذ حرب القرم وحتى إعلان الدولة لإفلاسها عام 1875، كانت الدولة قد أبرمت أحد عشر قرضًا أغلبهم في عهد عبد العزيز ولذلك وصف من قبل المؤرخين بالمبذر، وقد بلغت قيمة القروض 5300 مليون فرنك فرنسي لم تستلم الدولة منهم سوى 3012 مليون أي 57% من القيمة الاسمية، إذ حسمت البنوك الفرنسية والإنكليزية الفوائد سلفًا، لضعف الثقة بالاقتصاد العثماني. كما أن ما ساهم بتفاقم الأزمة رهن الدولة لإيراداتها الثابتة كضمان لسداد القروض فخصصت الأتاوة السنوية من مصر ضمانًا للقرض المبرم عام 1854 ومداخيل جمارك ولاية سوريا وأزمير ضمانًا للقرض المبرم عام 1855، وفي النهاية اعترف الصدر الأعظم محمود نديم باشا في 5 نوفمبر 1875 بإفلاس الدولة مع عجزها عن سداد القروض، فمنحها الدائنون قرضًا جديدًا طويل الأجل مقابل ضمان الضرائب غير المباشرة وضرائب الأغنام وأتاوة مصر.
بلغ دخل الدولة مع نهاية عهد عبد العزيز عام 1867 380 مليون فرنك، يتحتم اقتطاع مبلغ 300 مليون فرنك أقساطًا للضرائب، ليتبقى 80 مليون فقط لكافة مصاريف الدولة لعام كامل، لذلك كانت الدولة مضطرة للعودة إلى الاستدانة بعد حل قضية إفلاسها الأول، فقعدت قرضًا بفائدة 24% عام 1876 قيمته ثلاثين مليون ليرة، واستمرت في هذه السياسة خلال عهد عبد الحميد الثاني، فأبرمت اثني عشر قرضًا وأعلنت إفلاسها مرتين عام 1879 و1881، وهو ما دفع السلطان لإصدار «مرسوم محرم» الذي وحّد ديون الدولة ونقل إدارتها من وزارة المالية العثمانية، إلى مجلس إدارة الدين العام العثماني المكون من أصحاب السندات في مصارف أوروبا.

## الزيارات الخارجية
درج سلاطين آل عثمان على قيادة الجيوش بأنفسهم، وظل معمولاً بهذا التقليد حتى عهد السلطان سليمان القانوني في القرن السادس عشر، ومنذ القرن السادس عشر حين أبطل سليم الثاني هذه العادة وحتى القرن التاسع عشر لم يغادر سلطان عثماني عاصمته الآستانة مطلقًا، باستثناء بعض السلاطين كمراد الرابع ومصطفى الثاني الذين خرجوا في حملات أو السلاطين الذين سكنوا أدرنة. وفي عهد السلطان عبد العزيز كُسر التقليد، فزار السلطان مصر عام 1863 ثم زار أوروبا عام 1867، وكان بذلك السلطان العثماني الوحيد الذي قام بجولات وزيارات خارجية ديبلوماسية.
عندما تولى إسماعيل باشا شؤون ولاية مصر سافر إلى إسطنبول شخصيًا وعمل على نسج علاقات طيبة مع السلطان عبد العزيز حين قدّم له فروض الطاعة شخصيًا واقترح عليها خلال الزيارة زيارة السلطان لمصر، وكان آخر سلطان عثماني قد زارها هو سليم الأول عام 1517، فوعده السلطان بتحقيق طلبه. غادر السلطان إسطنبول عن طريق البحر في 3 أبريل 1863 على متن اليخت السلطاني «فيض جهاد» بعد أن أناب صدره الأعظم محمد أمين عالي باشا إدارة البلاد خلال غيابه، واصطحب معه فؤاد باشا وابنه يوسف عز الدين وولي عهده مراد الخامس وأخيه عبد الحميد الثاني. رست سفينة السلطان في الإسكندرية يوم 7 أبريل حيث استقبله إسماعيل باشا على متن اليخت الملكي في ميناء الإسكندرية، وفي 9 أبريل انتقل بالقطار قاطعًا دلتا النيل الخضراء حتى القاهرة حيث أقام في قصر الجوهرة داخل قلعة القاهرة، وقد أعجبه جدًا القطار كما أعجب بالمدن المصرية الغربية النسق، وعمومًا فإن مصر خلال عهد الخديوي إسماعيل كانت تحوي من المؤسسات الزراعية والصناعية والمؤسسات التجارية ومن وسائل النقل بما فيها القطار والطرقات المعبدة ما لم يكن موجودًا في إسطنبول نفسها، لذلك فقد كانت إحدى أهداف الزيارة محاولة الاقتباس من الإصلاح في مصر ومحاولة تطبيقه على سائر أنحاء الدولة. ومن الأمور التي زارها السلطان خلال إقامته شبرا والجيزة وقبر محمد علي باشا والأهرام في 14 أبريل وترأس حفل محمل الحج إلى مكة وختم الزيارة في 16 أبريل، وقد خلع على إسماعيل باشا سيف الشرف العثماني وعلى أمه أكبر وسام عثماني فأصبح اسمها «الوالدة باشا»، وقد قامت صداقة متينة بين السلطان وإسماعيل باشا توجت بصدور مرسوم الخديوية المصرية عام 1867.

## الصدور العظام في عهده

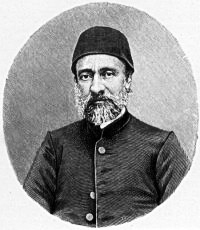
محمد أمين عالي باشا، مكث في منصب الصدر الأعظم أربع سنوات ونيّف بين 1867 و1871 خلال عهد السلطان عبد العزيز.

تعاقب في عهد السلطان عبد العزيز الذي قارب الخمس عشر عامًا اثني عشر وزارة رأسها ثمانية صدور عظام، أولهم محمد أمين عالي باشا، الذي أبقاه في منصبه مع وزارته المشكلة في عهد سلفه عبد المجيد الأول، ثم أقاله في نوفمبر 1861 وعين محمد فؤاد باشا صدرًا أعظم للمرة الأولى ثم استبدل يوسف كميل باشا به في يناير 1863، ثم أعيد محمد فؤاد باشا مرة ثانية للصدارة العظمى في يونيو 1863، وحاول العمل على إصلاح الدولة التي كانت على شفا الإفلاس لكنه فشل في ذلك واضطر للعودة إلى الاستدانة من بنوك الغرب. استمرّ محمد فؤاد باشا حتى يونيو 1866 حين وجه عبد العزيز منصب الصدارة إلى محمد رشدي باشا، وقد شهدت صدارته قلاقل الجبل الأسود والصرب وتوحيد الأفلاق والبغدان، وقد استقال بداعي السن في 11 فبراير 1867 فعين محمد أمين عالي باشا للمرة الثانية، وقد قمعت في عهده ثورة كريت وسافر بنفسه من إسطنبول إليها ليساهم في رأب الصدع بعد قمع العثمانيين لأهالي الجزيرة، وكذلك أصدر مجلة الأحكام العدلية وامتيازات الخديوية في حكم مصر، وقد توفي محمد أمين عالي باشا في سبتمبر 1871 بعد صدارة طيلة دامت أربع سنوات، فأعقبه فترة من الاضطرابات في إسناد المنصب فأسند أولاً إلى محمد نديم باشا، ثم أقيل عام 1872 وعين مدحت باشا لشهرين فقط بين يوليو وسبتمبر 1872 إذ كان السلطان معجبًا بقدرته على إدارة الأعمال، ولكن لما رآه شديد الاستقلال في رأيه ولا يقبل تدخلات الباب العالي، عزله ونفاه إلى سالونيك ووجه المنصب ثانية لمحمد رشدي باشا، وبعد أقل من ستة أشهر استبدل بأحمد أسعد باشا في فبراير 1873 إلا أنه أقيل سريعًا في مايو 1873، وخلفه حسين عوني باشا ثم عاد محمود باشا ثانية في أغسطس 1875، وفي عهده الثاني أشهرت الدولة إفلاسها وثار طلاب المعاهد الدينية في إسطنبول ضده، فعزله السلطان وعينّ محمد رشدي باشا للمرة الرابعة في 12 مايو، وهو آخر صدور عهد عبر العزيز، ففي 30 مايو 1867 خلع السلطان.

## آثاره العمرانية

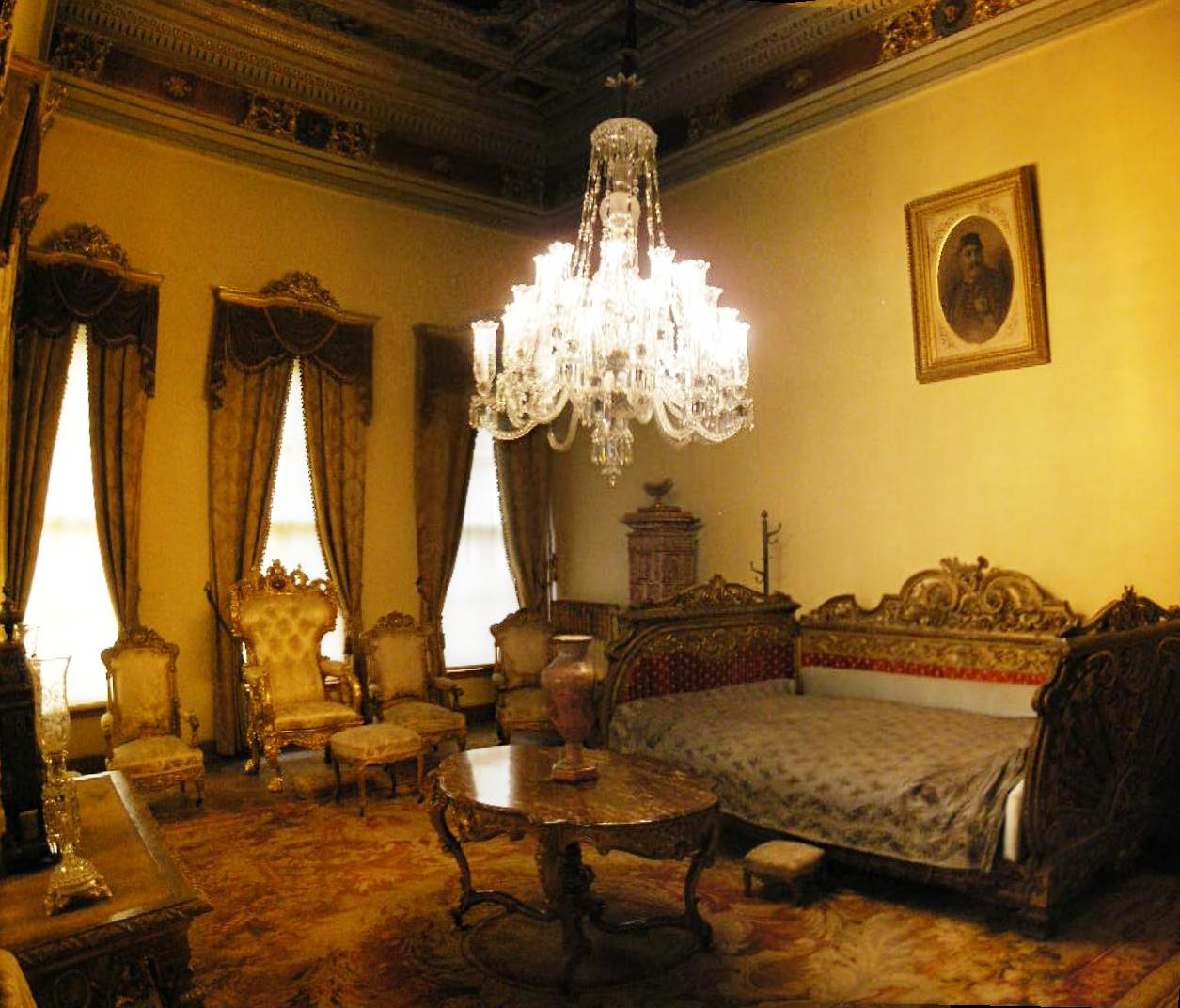
غرفة نوم السلطان عبد العزيز في قصر دولمة بهجة، مقرّه الرسمي.

رغم الضائقة المالية التي عاشتها الدولة العثمانية أيام عبد العزيز إلا أنه بنى عددًا من القصور والسرايات، فبنى سرايا بكلربكي على ضفة البوسفور في سفح تل بلفوري، وقد شيدت من الرخام الأبيض وكان لها رصيف على الشاطئ، وكذلك بنى قصر جراغان الكائن بين منطقة بشكطاش وأورفة كوري على شكل مستطيل قرب شاطئ البحر أيضًا وقد كلف إنشاؤه مليون ونصف مليون ليرة عثمانية، وقد تحولت إلى مقر لمجلسي الأعيان والمبعوثان العثماني وفيها قضى عبد العزيز ومراد الخامس وكمال أتاتورك أيامهم الأخيرة. كذلك فقد شيّد مسجد جامع في مالطة، واستحدث توسيعات في مجمع قصر يلدز فاستحدث فيه قصر شيت وقصر الجادر وبيوك الما بين، ووصله بجسر مع قصر جراغان.
رغم ذلك فإن المقر الدائم لحكم عبد العزيز كان قصر دولمة بهجة والذي اتخذه سلفه عبد المجيد الأول مقرًا أيضًا وهو مبني على طراز عربي فهم وذو أثاث مكلف فهو يحوي ثريات ذات 250 شمعة ومرايا بطول 30 مترًا وقد كلفت هذه السرايا ثمانية ملايين ليرة عثمانية. ولم يسكن عبد العزيز في قصر الباب العالي إلا في الاستقبالات الخاصة بالأعياد وتكليف الوزراء وإذاعة القوانين التي كانت تتم من «غرفة الخرقة الشريفة» وسائر الاحتفالات الرسمية.

## نهاية السلطان

### الإعداد لخلعه
على إثر مظاهرات طلاب المعاهد الشرعية في إسطنبول نشأ حزب من الوزراء وعلماء الدين وسائر كبار الموظفين من المدنيين والعسكريين، يطالب بخلع السلطان، وكان يتزعم هذا الحزب مدحت باشا بالاشتراك مع وزير الحربية حسين عوني باشا ذو السلطة الواسعة في الجيش، ولعل عدم إسناد السلطان منصب الصدر الأعظم لمدحت باشا - كما رام المتظاهرون - أبرز العوامل التي ساهمت في نشوء الحزب ثم نمّوه وتقويه، وعمومًا فإن بين 12 مايو و30 مايو انضم خليل باشا ودوريش باشا وزراء الدولة في الحكومة إلى الحزب المذكور.
ولما أقيل محمود نديم باشا من الصدارة العظمى، رفع إلى السلطان مع كتاب استقالته نصيحة بنقل ثروته الخاصة إلى خارج الآستانة خوفًا من تكرر الاضطرابات الأمنية والاستيلاء عليها، ما أثار الاضطراب والريبة في نفس السلطان، حتى أنه عين محمود نديم باشا مسؤلاً عن نقل ثروته إلى روسيا بالتنسيق مع السفير الروسي إيغانتيف، وقد تمت العملية عن طريق بارجة حربية روسية لعدم الثقة بولاء البوارج العثمانية.
وبينما كان السلطان مشغولاً بإخراج ثروته الخاصة، كان مدحت باشا وأعضاء حزبه يقنعون شيخ الإسلام خير الله أفندي بمحاسن خلع السلطان، وبعد مفاوضات لم تطل إذ دامت يومين فقط، قبل شيخ الإسلام إصدار فتوى خلع عبد العزيز، وأبلغ الصدر الأعظم قراره، فأعلن الصدر الأعظم انضمامه هو الآخر للحزب الرامي عزله «رغم أنه لم يمض على حلفانه يمين الإخلاص للسلطان سوى أيام»، في الوقت نفسه عمد الصدر الأعظم لإقناع السلطان بتعيين مدحت باشا وزيرًا للدولة بهدف التخلص من «معارض قوي» فأصدر السلطان فرمانًا بذلك، ثم طالبه بالتنازل عن جزء من ثروته لدفع رواتب الجيش المتأخرة لعجز الميزانية عن ذلك - وقال أنها مطالب محتجي الآستانة - فرفض السلطان، وفي اليوم التالي أبلغ الصدر الأعظم أنه ينوي إغلاق المعاهد الدينية ونفي طلابها خارج الآستانة، فاستصوب الصدر رأيه. فقرر الحزب المنادي بالخلع تقريب موعد تنفيذ العملية وحدد في 30 مايو واتفقوا مع سفيري إنجلترا والنمسا، وأعلم الأسطول الإنجليزي بالتدخل لإنقاذ قادة الانقلاب في حال حصل أي طارئ.

### خلع السلطان
مساء الاثنين 29 مايو 1876 توجه سليمان باشا رئيس المدرسة الحربية في الآستانة ومعه رديف باشا إلى ثكنات الجيش في كموش صوي وطاش قشلة كما توجه أحمد باشا إلى الأسطول العثماني، وأصدر سليمان باشا أمر احتلال طريق بشكطاش المؤدية والحدائق المحيطة بقصر دولمة بهجة، وفي الوقت نفسه أغلق الأسطول حركة القوارب في البحر قطعًا للمواصلات بين القصر والبحر، وبعد اشتباكات خفيفة مع مخافر الحرس السلطاني سلّم هؤلاء سلاحهم، وربما كان التهديد بقصف القصر من البحر عاملاً أساسيًا في ذلك. وعلى هذه الشاكلة غدا السلطان محاصرًا، ويذكر أن طلاب المدرسة الحربية الذي احتلوا الطريق إلى القصر وحدائقه لم يكونوا يعرفون ما يقومون بفعله إلى أن خطب فيهم سليمان باشا وبرر الفعل بتبذير السلطان وإطلاقه يد روسيا في شؤون الدولة.
في الساعة الثالثة من فجر الثلاثاء، دخل سليمان باشا ومعه ثلة من الضباط إلى قصر جراغان حيث كان يقيم الأمير مراد ليخبروه بارتقائه العرش، ونقلوه إلى مبنى وزارة الحربية حيث كان الوزراء في انتظار «الخليفة الجديد»، وبعد وصوله وأمام الوزراء وكبار الضباط ونقيب الأشراف وشريف مكة قرأ شيخ الإسلام فتوى خلع السلطان، وبعد أن تمت قراءة الفتوى أطلقت المدفعية مائة طلقة وطلقة معروفة باسم «مدافع الجلوس» وسار المنادين في شوارع الآستانة يخبرون بحادثتي الخلع والارتقاء، وقيل أن سكان الآستانة قد ابتهجوا بهذا الانقلاب، ولم يأسف أحد على خلع السلطان لا في الداخل ولا في الخارج عدا قيصر روسيا وسفيره في الآستانة، وعمومًا فإن القول مبالغ فيه، إذ كان للسلطان أنصاره في الدولة.

### قتله أو انتحاره

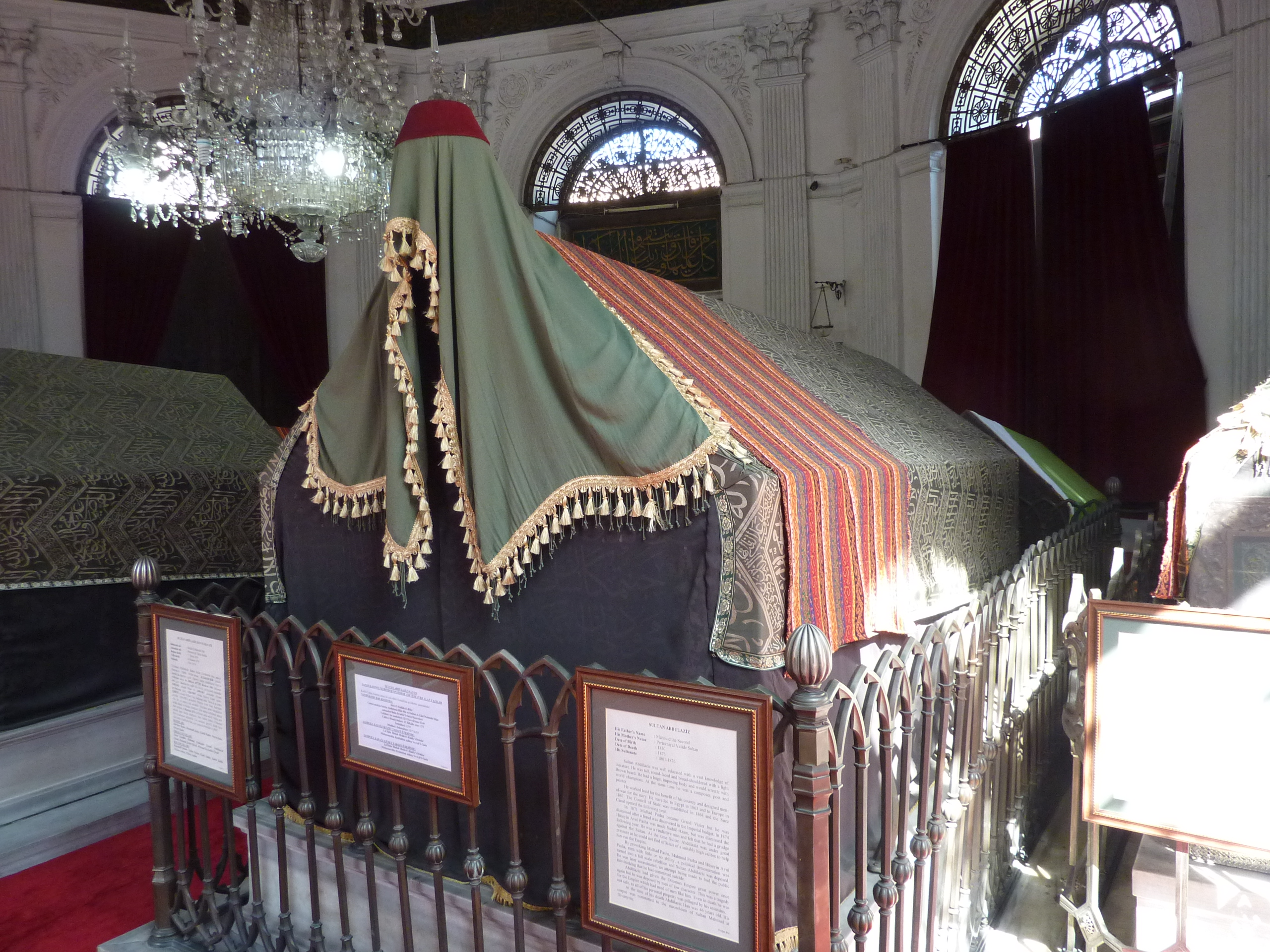
قبر السلطان عبد العزيز قرب قبر والده محمود الثاني، وقد دفنت بقربه أيضًا عدد من زوجاته.

قام رديف باشا بإبلاغ السلطان عبد العزيز نبأ خلعه بعد مبايعة مراد الخامس، وكان عبد العزيز قد استيقظ بعد أن سمع مدافع الجلوس، وقد اعتراه القلق لظلنه أن المدافع تطلق على «العدو» وأن حربًا قد نشبت في إسطنبول، ولم يبد عبد العزيز أي مقاومة بعد أن رأى الجند يحاصرون القصر، غير أن والدته قد انهلت على رديف باشا بقوارص الكلام. وقد غادر عبد العزيز القصر إلى قصر الباب العالي، بزورق يرافقه اثنين من أولاده هما يوسف عز الدين ومحمود جلال الدين، وتبعته زوارق أخرى تحمل أمه ونساءه وجواريه وخدمه، وفي أعقاب مغادرته القصر اتجه موكب مراد الخامس من مبنى وزارة الحربية إلى قصر دولمة بهجة.
قضى السلطان في قصر الباب العالي ثلاثة أيام، ثم أرسل إلى مراد الخامس رسالة يطلب فيها نقله لقصر جراغان لكونه لا يحب قصر الباب العالي، فأجابه السلطان الجديد لطلبه. ويقول الكونت دي كيراتيري في كتابه «تاريخ السلطان مراد الخامس» أن السلطان قد منع من التجول خارج القصر الذي أحيط بثلاث صفوف من الجند، ولم يستطع النوم طوال الليلة الرابعة من بعد خلعه، فتلاشت قواه مع الفجر فأخذ يطيل التأمل والتفكير مع إطلاق شتائم بحق حسين عوني باشا، ثم غرق في النوم ولدى استيقاظه بدت علائم الارتياح على وجهه، وقد طلب قراءة الصحف التركية ثم طلب مقصًا ومرآة ليشذب لحيته كما كانت عادته، ثم طلب من الخدم ووالدته مغادرة الغرفة. وبحسب الرواية الأولى فإن السلطان إذاك قطع بالمقص عروق يده اليمنى فنزف الدم لمدة لا تقل عن عشرين دقيقة قبل أن يخرّ السلطان على الأرض، فأحدث انقلاب جسمه صوتًا سمعه من كان في الطابق السفلي، وعندما قدم الخدم وأمناء القصر شاهدوا السلطان يتخبط ولم يكن قد لفظ أنفاسه بعد، ولكن وقبل وصول الأطباء كان قد مات. ترأس حسين عوني باشا التحقيق، وعاونه تسعة عشر طبيبًا بينهم أطباء السلطان وأطباء السفراء والقناصل، وبعد ساعتين من التحقيق أصدروا بيانًا جاء فيه أن سبب الموت هو الانتحار. الرواية الثانية تقول أن حسين عوني باشا ورديف باشا تخوفا من عودة السلطان المخلوع، فأرسلا أربع رجال إلى القصر، وهو نائم فثبتوه في مكانه، ثم قام أحدهم بأخذ مقص كان بالقرب منه وقطع عروق السلطان، ثم اتهم مدحت باشا خلال عهد عبد الحميد الثاني بذلك، وأمر السلطان بقتله فقتل في الطائف عام 1883. على أن حسين عوني باشا ومحمد رشدي باشا قد لقيا مصرعهما في 16 يونيو على يد أحد مرافقي الأمير يوسف عز الدين ابن السلطان المخلوع، بسبب تداول اسميهما في صحف الآستانة على أنهما متورطان في قتله، وقد دفن قرب والده السلطان محمود الثاني.
إن حادثة موت السلطان عبد العزيز الأول تعد من النقاط الحاسمة في التاريخ العثماني، ولم يختلف المؤرخون في تفاصيل قضية كاختلافهم في دقائق وتفاصيل هذه الحادثة التي لا يزال تأكيدها بشكل قاطع غير ممكن، وحتى المؤلفات والوثائق التي نشرت بعد انهيار الدولة في ظل الجمهورية التركية والتي كان يؤمل أن تكشف الستار عما خفي في هذه القضية من أسرار لم تأت بجديد، وإن كانت أغلب الروايات تميل إلى رواية الانتحار. حتى أهل الآستانة وضعوا أغان وقصائد حزينة لما بلغهم مصرع السلطان عبد العزيز وتعاطفوا معه، ومن أبرز تلك القصائد التي تبنت رواية القتل، تلك التي نظمها كمال باشا ومطلعها:
وقد عرّبها أديب إسحاق مع الحفاظ على وزنها لأصلي فكانت:
أما الذي اعتقدوا أنه مات منتحرًا فقد ألفوا أغنية على لسان عبد العزيز يقول مطلعها: «محنتي دنيا جكلمزطو برجان إيجون»، ومفادها: «إن محن الدنيا، لا يجب أن يتحملها إنسان حرصًا على نفسه.»
المؤرخ والكاتب التركي «قادر مصر أوغلي» ألف كتاباً بعنوان «سلطان عبد العزيز السلطان المظلوم» يدافع فيه عن سياسة السلطان في الحكم.

## مواقع خارجية
- عبد العزيز الأول على موقع الموسوعة البريطانية (الإنجليزية)
- عبد العزيز الأول على موقع ميوزك برينز (الإنجليزية)
- خلع السلطان عبد العزيز ووفاته - موسوعة دهشة.
- السلطان عبد العزيز - قصة الإسلام.
- السلطان عبد العزيز - الموسوعة البريطانية.(بالإنجليزية)
- السلطان عبد العزيز - الموقع الرسمي لآل عثمان.(بالإنجليزية)

| سبقه عبد المجيد الأول | خليفة المسلمين وسلطان العثمانيين 1861 - 1876 | تبعه مراد الخامس |